# ژان دو باری (فیلم)
ژان دو باری (فرانسوی: Jeanne du Barry‎) فیلم درام تاریخی محصول ۲۰۲۳ به نویسندگی و کارگردانی مایوین است که خود او و جانی دپ در نقش‌های اصلی حضور دارند. سایر بازیگران شامل ماریان باسلر، پیر ریشار، بنجامین لاورنه، نوئمی لووفسکی، پاسکال گرگوری، ملویل پوپو و ایندیا هیر می‌شوند. داستان آن به مادام دو باری می‌پردازد که از هوش و جذابیت خود برای صعود به مدارج ترقی در جامعه استفاده می‌کند. او محبوب پادشاه لوئی پانزدهم می‌شود. این دو عاشق یکدیگر می‌شوند و برخلاف اصول و شایستگی، دو باری به ورسای نقل مکان می‌کند که ورود او به آن‌جا باعث رسوایی دربار می‌شود.
ژان دو باری محصول مشترک فرانسه، بلژیک و بریتانیا است. با بودجهٔ ۲۲٫۴ میلیون دلاری، این یکی از پرخرج‌ترین فیلم‌های فرانسوی ۲۰۲۲ و نیز یکی از سه فیلم فرانسوی با بودجهٔ بیش از ۱۰ میلیون یورو بود.
ژان دو باری ۱۶ مهٔ ۲۰۲۳ در جشنوارهٔ فیلم کن به نمایش درآمد و همان روز توسط Le Pacte در فرانسه اکران شد. این فیلم ۱۵ ماه بعد از طریق نتفلیکس در فرانسه منتشر شد. این فیلم توسط ورتیکال انترتینمنت در سینماهای آمریکا اکران شد.

## داستان
ژان وابِرنیه، فرزند نامشروع یک راهب کاتولیک و آشپزی به نام «آن» است. ژان در کودکی به صومعه‌ای فرستاده می‌شود اما به‌دلیل خواندن کتاب‌های شهوانی از آنجا اخراج می‌شود. او پس از نقل‌مکان به پاریس، به‌عنوان بلندخوان برای بیوه‌ای به نام مادام دو لا گارد مشغول به کار می‌شود. در این دوران، ژان ذکاوت و زیرکی خود را تا حد اشراف‌زادگان پرورش می‌دهد. با این‌حال، مادام دو لا گارد نیز پس از آن‌که ژان با پسرانش رابطه برقرار می‌کند، او را از خانه‌اش بیرون می‌اندازد.
ژان در هنر لذت‌طلبی سرآمد می‌شود و به‌عنوان یک زن درباری، عاشقان ثروتمند بسیاری را مجذوب خود می‌کند. در ادامه، او با کنتی فرانسوی به نام "ژان باتیست دو باری" آشنا می‌شود. یکی از دوستان درباری ژان، دوک ریشلیو، تصمیم می‌گیرد ژان را به پادشاه فرانسه معرفی کند.
در سال ۱۷۶۸، ملکه ماریا لیزینسکی پس از ۴۳ سال پادشاهی به‌عنوان همسر لوئی پانزدهم درگذشته است. سال بعد، دختران لوئی پانزدهم اعتراض می‌کنند که چرا پدرشان، ژان را به‌عنوان معشوقه جدید به کاخ آورده، در حالی که آن‌ها هنوز در سوگ مادرشان هستند. از آنجا که ملکه رسمی درگذشته و پادشاه دوباره ازدواج نکرده است، ژان عملاً بانوی نخست ورسای می‌شود. او زمان زیادی را در کاخ ورسای می‌گذراند و برخلاف دیگر معشوقه‌ها در پارک-او-سرف اقامت نمی‌کند.
ژان، نوجوانی به نام زامور را به‌عنوان پادو یا خدمتکار برمی‌گزیند. لوئیز، دختر فرانسه که کوچک‌ترین دختر مشروع لوئی پانزدهم است، پس از نارضایتی از حضور ژان در زندگی پدرش، ورسای را ترک کرده و راهبه می‌شود. اتین فرانسوا دو شوآزل، دوک شوآزل در این زمان نخست‌وزیر فرانسه است، وقتی که ولیعهد فرانسه (لوئی شانزدهم آینده) در سن ۱۶ سالگی با ماری آنتوانت ۱۵ ساله در سال ۱۷۷۰ ازدواج می‌کند. فلوریمون کلود، کنت مرسی-آرژانتو نیز سفیر دوک‌نشین اتریش، در امپراتوری مقدس روم، در دربار فرانسه است.
پادشاه لوئی پانزدهم به آبله مبتلا می‌شود. از آنجا که خانواده مشروع پادشاه و روحانیان کاتولیک از ژان نفرت داشتند، او بلافاصله پس از مرگ پادشاه از ورسای اخراج می‌شود. با وجود این، پس از انقلاب فرانسه، زامور ژان را لو می‌دهد و او در تاریخ ۸ دسامبر ۱۷۹۳، به‌دلیل ارتباط با خانواده سلطنتی و داشتن لقب کنتس (با آنکه پیش‌تر زنی عادی و سپس روسپی درباری بود)، اعدام می‌شود.

## بازیگران
- جانی دپ در نقش لوئی پانزدهم
- مایوین در نقش مادام دو باری
- لویی گارل
- پیر ریشار
- نوئمی لووفسکی
- بنجامین لاورن [en]
- ملویل پوپو
- پاسکال گرگوری
- ایندیا هیر [en]

## توسعه
در ژانویه ۲۰۲۲، جانی دپ برای نقش پادشاه لوئی پانزدهم در درامی تاریخی از مایوین، بازیگر و کارگردان فرانسوی، انتخاب شد. در مهٔ ۲۰۲۲، لویی گارل، پیر ریشار، و نوئمی لووفسکی برای نقش‌های نامشخصی انتخاب شدند، در حالی که وایلد باچ حقوق فیلم را برای توزیع در جشنواره فیلم کن ۲۰۲۲ فروخت. نام این فیلم تا ژوئیه ۲۰۲۲ با عنوان «La Favorite» به زبان فرانسوی با مشارکت نتفلیکس و توزیع آن مشخص شد. تا ژوئه ۲۰۲۲، بنجامین لاورن ملویل پوپو، پاسکال گرگوری و ایندیا هیر به بازیگران پیوستند.
تصویربرداری اصلی در ۲۶ ژوئیه ۲۰۲۲ در ورسای و سایر مناطق پاریس به مدت ۱۱ هفته آغاز شد.

## انتشار
در ۵ آوریل ۲۰۲۳، رسماً اعلام شد  ژان دو باری اولین نمایش جهانی خود را به‌عنوان فیلم افتتاحیه در جشنواره فیلم کن ۲۰۲۳ در ۱۶ مهٔ ۲۰۲۳ خواهد داشت، که در آن‌جا با تشویق ایستادهٔ ۷ دقیقه‌ای مورد استقبال قرار گرفت. این فیلم همان روز در فرانسه اکران شد. تیری فرمو، مدیر جشنواره کن و منتقد فرانسوی، در مصاحبه‌ای با ددلاین، هنگامی که دربارهٔ تصمیم وی بر انتخاب ژان دو باری به عنوان فیلم افتتاحیه جشنواره پرسیده شد، در پاسخ گفت ژان دو باری «فیلم زیبا» و «موفقیتی» است و اینکه «جانی دپ در آن با شکوه است».
این فیلم در سال ۲۰۲۳ توسط نتفلیکس به صورت سینمایی در فرانسه اکران شد و ۱۵ ماه بعد از طریق رسانه جاری منتشر شد.

## بازخورد

### گیشه
این فیلم ابتدا در ۶۵۰ سینما در سرتاسر فرانسه اکران شد و از بیش از ۵۵۰٫۰۰۰ بلیت فروخته‌شده در دو هفته نخست، نزدیک به ۴٫۱ میلیون دلار فروش کرد، بنابراین بهترین نمایش در طول یک دهه برای فیلم اکران‌شده در شب افتتاحیهٔ کن از زمان گتسبی بزرگ (۲۰۱۳) را داشت.

### منتقدان
در وبگاه فرانسوی آلوسینه، ژان دو باری بر اساس نظر ۳۴ منتقد، امتیاز ۳٫۱ از ۵ را کسب کرد. این فیلم در وبگاه نقد و بررسی راتن تومیتوز، بر اساس نظر ۳۶ منتقد، امتیاز ۵۰٪ با میانگین نمرهٔ ۴٫۹/۱۰ را کسب کرد. این فیلم در متاکریتیک، که از میانگین وزنی استفاده می‌کند، بر اساس نظر ۱۳ منتقد امتیاز ۵۱ از ۱۰۰ را کسب کرده که نشان‌گر «نقدهای مختلط یا متوسط» است.